# Parvati
Parvati (sanskrit : पार्वती (Pārvatī)) — autre nom de la déesse : Umā — est une déesse hindoue. Son nom signifie « femme de la montagne ». Elle est la réincarnation de Sati, la première épouse de Shiva, qui s'est immolée dans le feu sacrificiel de son père Daksha. Sœur de Vishnou et épouse de Shiva, elle est considérée comme « principe féminin suprême » par les shaktas et dans certains cultes tantriques. En tant que shakti de Shiva, elle est à la fois puissance de procréation et de destruction.
Elle est la fille de Himavat, le roi des montagnes de l'Himalaya, et de Meena. Lorsque Parvati naît, Nârada se rend auprès d'elle et annonce que Parvati épousera Shiva. Elle décide en grandissant de partir à sa recherche, mais Shiva, veuf de la première incarnation de sa cosmique compagne Satî et absorbé dans sa méditation, ne lui prête aucune attention. Cependant, Brahmā informe les dieux que seul le fils que donnera Parvati à Shiva pourra leur permettre de retrouver le ciel d'où ils ont été chassés par le démon Taraka.
Les dieux envoient alors Kâma, dieu du désir, lancer sur Shiva sa flèche d'amour. La flèche ricoche sur Shiva mais celui-ci, furieux qu'on ait tenté d'interrompre sa méditation, brûle Kama du feu de son troisième œil et retourne à sa méditation.
Parvati décide alors de pratiquer l'ascèse pour conquérir le cœur de Shiva. Un jour, passe devant elle un brahmane qui se moque de son vœu d'épouser Shiva en personne. Elle réplique que cet homme est bien impur et ignorant de parler de la sorte du dieu des dieux. Elle lui ordonne de s'éloigner d'elle, car c'est un péché d'entendre de tels propos concernant le Seigneur. Au même instant, le brahmane reprend sa vraie forme, celle de Shiva, et lui dit qu'il est touché par sa dévotion. Ils se marient alors. Parvati conçoit ensuite, seule, Ganesh, que Shiva reconnaît pour fils, puis, avec Shiva, Kumara.

## Culte de Parvati

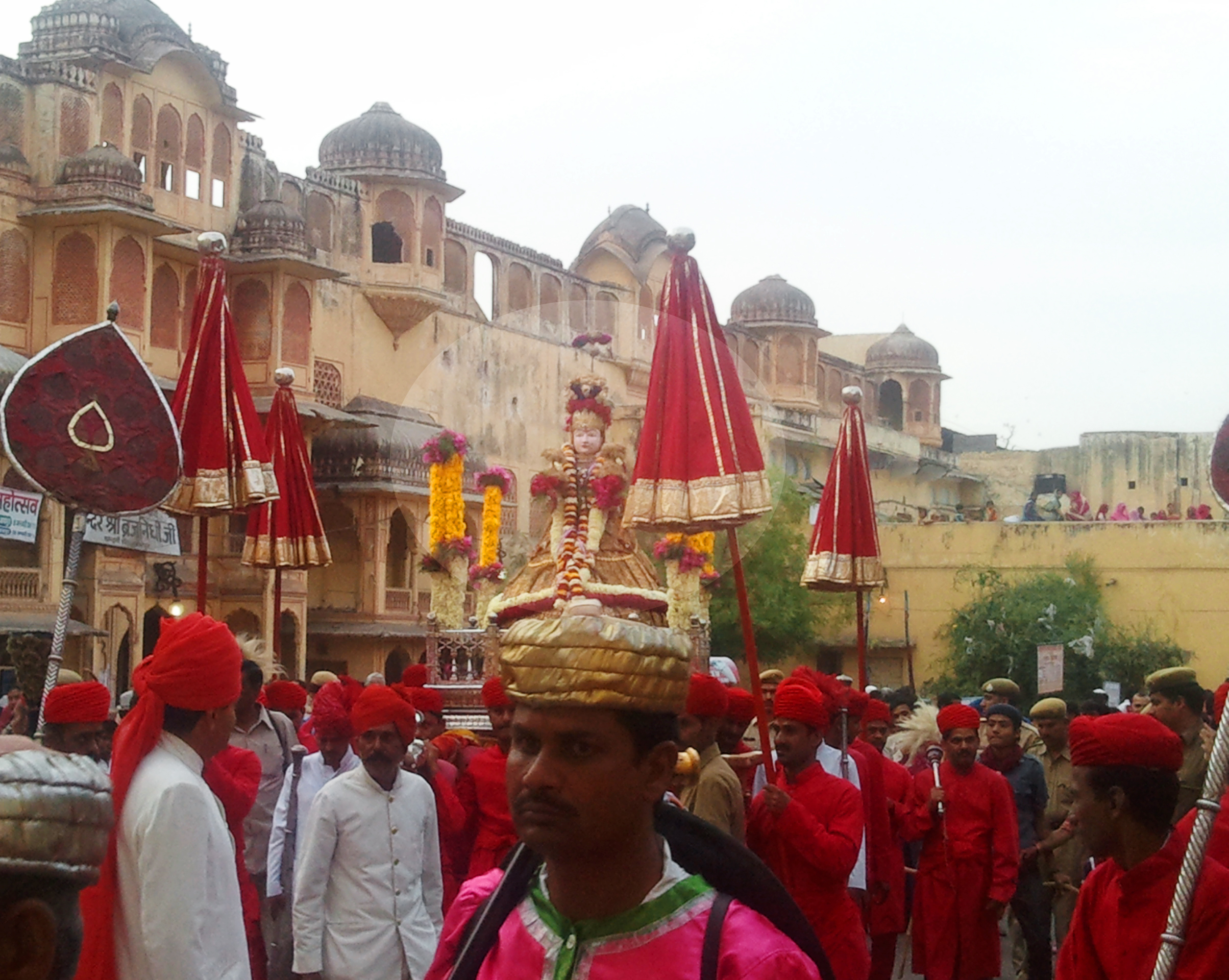
Festival de Gaurî (épithète de Parvati) à Jaipur au Rajasthan (2011).

Parvati est une figure majeure de la religiosité chez les hindous : elle est un modèle de conduite pour les femmes, qui sont invitées à jeûner comme elle, non seulement pour obtenir un époux, mais aussi pour le préserver une fois l'union nouée. Dans certaines régions, comme le Népal, son histoire fait l'objet, chaque jour pendant un mois, de récitations rituelles.
Présentée comme une gracieuse jeune fille, peu vêtue, en pâmoison dans une nature luxuriante, elle incarne aussi la  sensualité, de même que la sexualité, quand, enfin réunie à son époux, tous deux sont figurés en « union mystique », ou copulation. Elle incarne également la détermination et elle brave les conventions.
Malgré la place qu'elle occupe dans la religiosité hindoue, elle n'a pas de temple en propre, mais est toujours associée à Shiva. Sa popularité semble être liée au fait que l'histoire de sa vie paraît très proche de l'humain : elle naît comme un simple nourrisson et rien n'indique son identité antérieure ; ses accomplissements ne font pas intervenir le surnaturel, mais apparaissent comme la rétribution de ses efforts personnels.

## Carnation d'or de Parvati

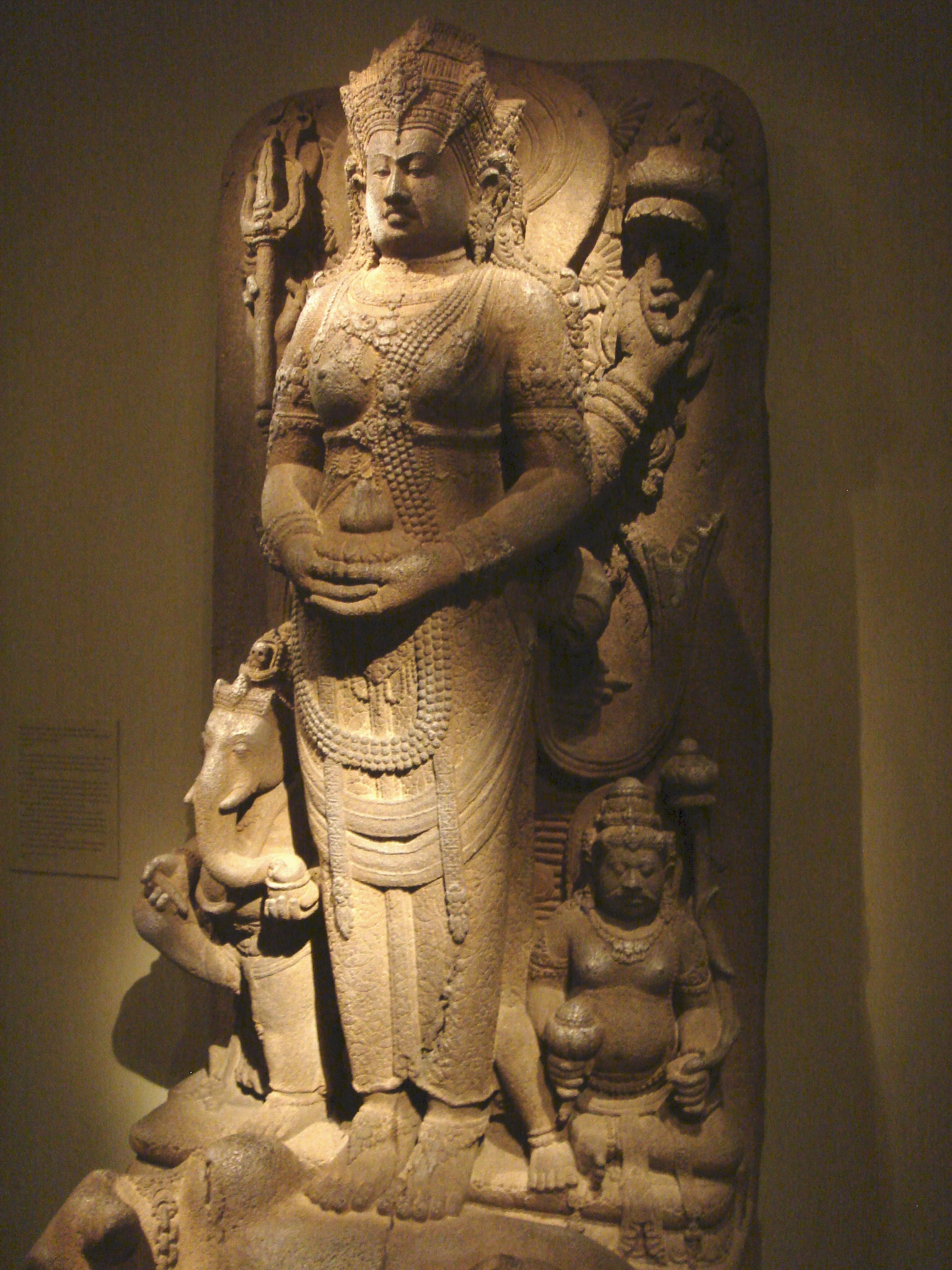
Statue de reine javanaise représentée en Parvati (XIVe siècle)

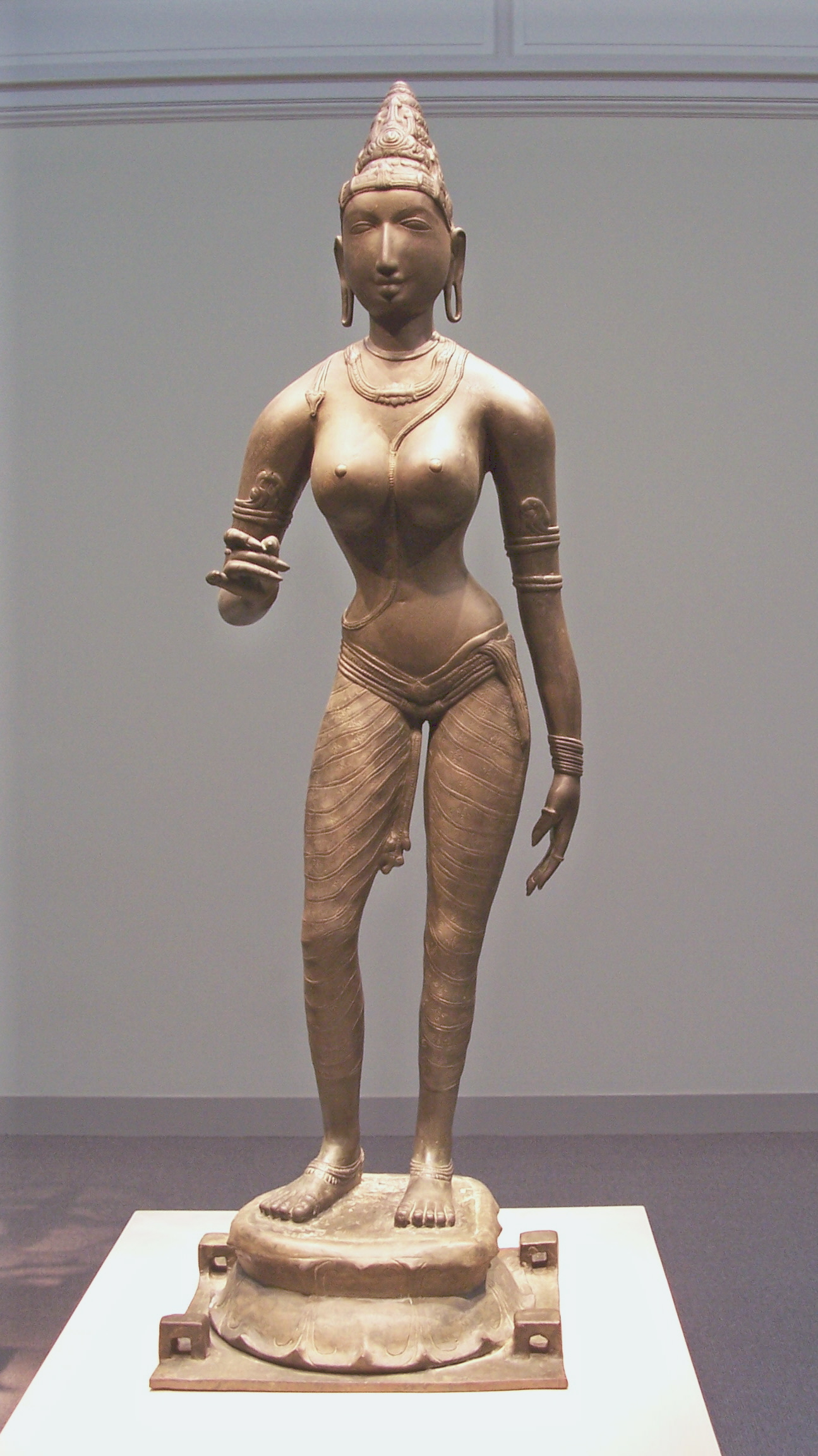
Sculpture chola, bronze Xe siècle, Freer Gallery of Art.

Parvati a la peau noire, ce qui lui vaut les railleries de Shiva. Lors d'une dispute à ce sujet, furieuse, elle décide, puisque son corps n'est pas du goût de Shiva, d'aller pratiquer des austérités pour obtenir une peau dorée, et s'en va avec son fils Ganesh. Elle donne néanmoins l'ordre à Nandi de garder la demeure afin qu'aucune femme ne s'approche de Shiva.
Pendant ce temps, le démon Adi va chez Shiva pour venger son père, blessé par le dieu. Il se change en serpent pour entrer dans la demeure puis se transforme en femme à la peau dorée et au vagin pourvu de dents. Shiva  prend la femme pour Parvati, pensant que sa méditation lui a valu cette peau d'or. Mais il ne trouve pas sur le flanc de Parvati le lotus qu'elle porte. Il comprend qu'il s'agit d'Adi et le rejette.
Alors une divinité des montagnes nommée Kusamamodini[Quoi ?] utilise la brise pour informer Parvati que Shiva a été séduit par une femme à la peau d'or, ce qui la rend folle de rage. Brahmā lui apparaît alors et lui accorde un vœu en récompense de ses mortifications. Elle demande donc une peau dorée à Brahma.

## Iconographie

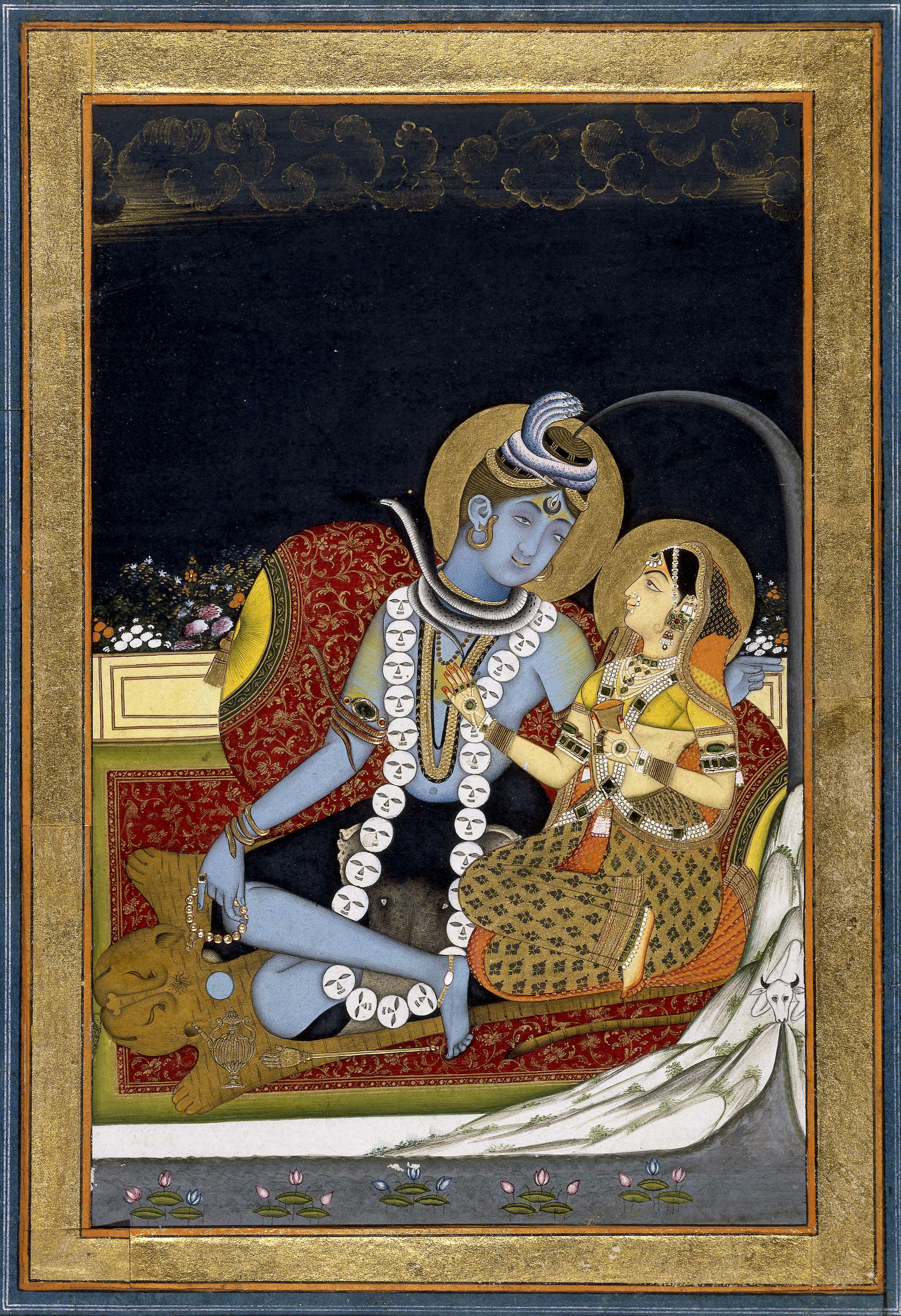
Shiva et Parvati assis sur une terrasse, Jaipur, vers 1800 (collection du British Museum).

Parvati n’a pas de monture propre, ou parfois un lion, et est le plus souvent représentée en couple avec Shiva, assise sur sa cuisse, à sa gauche, sans paire de bras supplémentaire et sans autres attributs qu'une fleur de lotus. On la trouve aussi représentée unie à Shiva dans un corps mi-féminin, mi-masculin Ardhanãrīśhvara symbolisant ainsi l’ambivalence de la nature divine, à la fois active et passive. Bien qu'elle n'ait pas de temples qui lui soient dédiés, elle a été une grande source d'inspiration pour les poètes et les artistes, qui ont surtout retenu ses jeunes années d'ascèse. Sa beauté extrême brave les canons hindous, combinant une grâce suprême à un teint basané, habituellement peu apprécié.

## Mutiples épithètes
Parvati est aussi appelée Gaurî (la Dorée) ou Umā (la Lumière), ce dernier épithète étant préféré en Inde du Sud. Parmi ses autres épithètes, il convient de citer Dourga (« L'Inaccessible »), ou encore Kali, représentant le pouvoir destructeur du temps.

## Hommages
- Parvati Corona, une corona de Vénus, est nommée en son honneur[11].